# Gare de Milford
La gare ferroviaire de Milford (en anglais : Milford Railroad Station) se trouve à Milford, dans le comté de Sussex et l'État du Delaware, aux États-Unis. Elle était desservie par le Pennsylvania Railroad. Aujourd'hui fermée, la gare est inscrite au Registre national des lieux historiques.

## Situation ferroviaire
Établie à 4 mètres d'altitude, la gare de Milford est située  sur une ancienne ligne du Pennsylvania Railroad.

## Historique
Un atlas daté de 1859 montre un dépôt de locomotives et une plaque tournante à cet endroit. Neuf ans plus tard, un autre atlas montre le dépôt et la gare, avant qu'une gare de fret (en) ne soit ajoutée.
Une plaque en marbre rend hommage aux hommes qui ont ouvert la ligne, dont le gouverneur Peter F. Causey (en), qui fait également partie de son conseil d'administration. La ligne a notamment permis aux agriculteurs de vendre leurs récoltes (surtout des pêches) moins cher sur le marché. La gare a aujourd'hui le même aspect qu'au XIXe siècle. Une petite entreprise, Hermann Financial Service, a installé ses locaux dans le bâtiment.[Quand ?].

## Patrimoine ferroviaire
Le bâtiment de la gare, de plain-pied en brique construit au début des années 1860 comporte cinq travées et un toit en croupe dont les avancées dépassent les façades.
Ce bâtiment est inscrite au Registre national des lieux historiques en 1983. Elle n'est aujourd'hui plus desservie, mais la ligne qui la longe est toujours empruntée par des convois de fret.